# Niederbruck
Niederbruck är en kommun i departementet Haut-Rhin i regionen Grand Est (tidigare regionen Alsace) i nordöstra Frankrike. Kommunen ligger i kantonen Masevaux som tillhör arrondissementet Thann. År 2018 hade Niederbruck 418 invånare.

## Befolkningsutveckling
Antalet invånare i kommunen Niederbruck
| Referens: INSEE |